# Lieuche
Lieuche (okzitanisch Lieucha, italienisch Lieucia) ist eine französische Gemeinde im Département Alpes-Maritimes in der Region Provence-Alpes-Côte d’Azur. Sie gehört zum Arrondissement Nizza und zum Kanton Vence. Die Bewohner nennen sich Lieuchois. Die Gemeinde grenzt im Nordosten an Ilonse, im Südosten an Thiery, im Südwesten an Rigaud und im Nordwesten an Pierlas. 

## Bevölkerungsentwicklung
| Jahr      | 1962 | 1968 | 1975 | 1982 | 1990 | 1999 | 2008 | 2012 |
| --------- | ---- | ---- | ---- | ---- | ---- | ---- | ---- | ---- |
| Einwohner | 22   | 15   | 17   | 23   | 27   | 45   | 40   | 38   |

## Sehenswürdigkeiten
Siehe: Liste der Monuments historiques in Lieuche